# مقبره و گورستان شیخ احمد

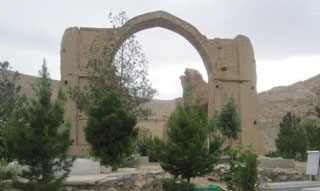
مقبره و گورستان تاریخی بابا شیخ احمد که یکی از کهن‌ترین گورستان‌های منطقه مرکزی ایران به‌شمار می‌رود در تاریخ فروردین ۱۳۹۹ شمسی به شماره ۳۲۶۷۶ در فهرست آثار ملی ایران به ثبت رسیده‌است.

مقبره و گورستان تاریخی شیخ احمد یکی از کهن‌ترین گورستان‌های منطقه مرکزی ایران به‌شمار می‌رود در تاریخ فروردین ۱۳۹۹ شمسی به شماره ۳۲۶۷۶ در فهرست آثار ملی ایران به ثبت رسیده‌است.
بابا شیخ احمد سهرفیروزانی مشهور به بُش احمد عابد و زاهد و از باباهای مدفون در سهرفیروزان است.

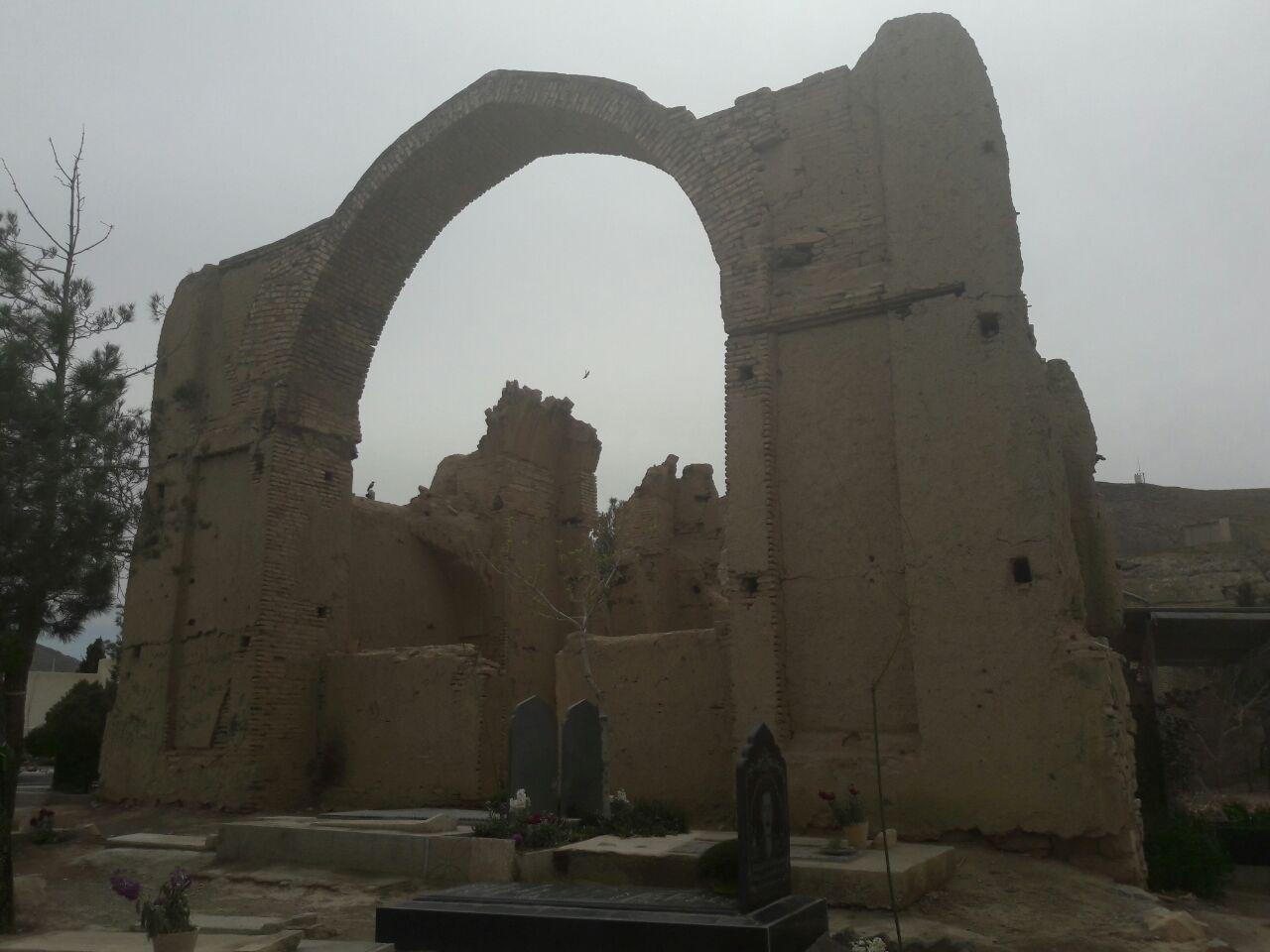
مقبره بابا شیخ احمد سهرفیروزانی متعلق به دوره ایلخانان که در قبرستان تاریخی بابا شیخ احمد سهرفیروزان قرار دارد

## مقبره بابا شیخ احمد
در بخش غربی سهرفیروزان و در دامنه کوه، قبرستان قدیمی با قدمتی هزار ساله قرار دارد که به دلیل وجود مقبره بابا شیخ احمد سهرفیروزانی به نام قبرستان بابا شیخ احمد نام دارد. در قسمت بالایی قبرستان باباشیخ احمد بقعه شیخ احمد با پلانی شبیه بقعه پیربکران با ابعاد تقریبی ۲ در ۱۳ مترمربع و با ارتفاع ۹۰/۷ متر با مصالح، سنگ، آجر و خشت در سده هفتم هجری قمری بنا شده‌است. خشت خام با دیوارهای قطور قرار دارد که با گذشت روزگار و عدم توجه به آن سقف آن فروریخته و در سالهای اخیر هلال کوچکی از ورودی آن تعمیر و نیمه تمام رها شده. دیوارهایی قطور (یک متری) به صورت طاق چشمه که دارای یک دهنه بزرگ در مرکز است و مجموعه آن با ورودی دگیری از طرف دیگر بنا آن را تشکیل می‌دهد و الگو گرفته از بنای پیربکران با تقریب کوچک‌تر است، آرامگاه بابا شیخ احمد نامیده می‌شود. و در نقطه مرکزی بنا، مقبره او قرار دارد که روی قبر او با سنگ و خشت فرش شده‌است.